# Championnats d'Afrique juniors d'athlétisme 2017
Navigation
Édition précédente Édition suivante
Les 13es Championnats d'Afrique juniors d'athlétisme se déroulent du 29 juin au 2 juillet 2017 à Tlemcen, en Algérie

## Résultats

### Hommes
| Épreuves                          | Or                                                                                         | Argent                                                                  | Bronze                                                                                    |
| --------------------------------- | ------------------------------------------------------------------------------------------ | ----------------------------------------------------------------------- | ----------------------------------------------------------------------------------------- |
| 100 mètres (Vent: +2,8 m/s)       | Thembo Monareng (RSA) 10.41                                                                | Tinotenda Matiyenga (ZIM) 10.50                                         | Sharry Dodin (SEY) 10.58                                                                  |
| 200 mètres (Vent: +1,1 m/s)       | Clarence Munyai (RSA) 20.22 CR                                                             | Kundai Maguranyanga (ZIM) 21.11                                         | Tinotenda Matiyenga (ZIM) 21.14                                                           |
| 400 mètres                        | Wogen Tucho (ETH) 47.65                                                                    | Tumo Nkape (BOT) 47.83                                                  | Efrem Mekonen (ETH) 48.87                                                                 |
| 800 mètres                        | Solomon Lekuta (KEN) 1:48.04                                                               | Taddesse Lemi (ETH) 1:48.76                                             | Adisu Girma (ETH) 1:49.15                                                                 |
| 1 500 mètres                      | Welde Tufa (ETH) 3:44.39                                                                   | Kiprugut Boaz (KEN) 3:44.78                                             | Weretaw Esthete (ETH) 3:45.56                                                             |
| 5 000 mètres                      | Selemon Barega (ETH) 13:51.43                                                              | Tesfahun Aklnew (ETH) 13:52.91                                          | Nicholas Kipkorir (KEN) 13:54.24                                                          |
| 10 000 mètres                     | Nicholas Kipkorir (KEN) 29:52.15                                                           | Gizachew Hailu (ETH) 29:52.20                                           | Taddesse Tesfahu (ETH) 30:13.95                                                           |
| 110 mètres haies (Vent: +2,4 m/s) | Mpho Tladi (RSA) 13.78                                                                     | Louis François Mendy (SEN) 14.24                                        | Ibrahim Jemal (ETH) 14.27                                                                 |
| 400 mètres haies                  | Merid Alemu (ETH) 53.51                                                                    | Oussama Hammi (MAR) 54.50                                               | Mooketsi Montshiwa (BOT) 55.03                                                            |
| 3 000 mètres steeple              | Takele Nigate (ETH) 8:31.36                                                                | Tesfaye Deriba (ETH) 8:33.67                                            | Nickson Kiplagat (KEN) 8:42.15                                                            |
| 4 × 100 mètres                    | Zimbabwe Dickson Kapandura Tinotenda Matiyenga Donovan Mutariswa Kundai Maguranyanga 40.64 | Gambie Ansumana Bojang Momodou Sey Sengan Jobe Sulayman Touray 41.07    | Algérie Mohamed Mahdi Zekraoui Islam Boukhatem Islam Zaoui Mehdi Ani Nait Abdelaziz 41.34 |
| 4 × 400 mètres                    | Éthiopie Efrem Mekonen Wogen Tucho Ashanafi Debele Abdurehman Abdo 3:11.89                 | Botswana Lee Eppie Tshepiso Masalela Onneile Phokedi Tumo Nkape 3:16.64 | Maroc Hamimi Ossama Hicham Akankam Anouar El Aoufi Achraf El Maliky 3:18.08               |
| 10 000 m marche                   | Yonanis Algaw (ETH) 44:43.47                                                               | Bahaeddine Gatri (TUN) 44:43.47                                         | Saïd Touche (ALG) 45:37.41                                                                |
| Saut en hauteur                   | Fadi Chehab (TUN) 2,00 m                                                                   | Aobakwe Nikobela (BOT) 1,90 m                                           | David Deng (ETH) 1,90 m                                                                   |
| Saut à la perche                  | Reda Boudechiche (ALG) 4,30 m                                                              | Youcef Oucheni (ALG) 4,00 m                                             | Abdelrahman Sassi (TUN) 3,20 m                                                            |
| Saut en longueur                  | Soufiane Zakour (MAR) 7,36 m                                                               | Mouhcine Khoua (MAR) 7,33 m                                             | Aaron Pedro (RSA) 7,10 m                                                                  |
| Triple saut                       | Chengetayi Mapaya (ZIM) 16,30 m CR                                                         | Adir Gur (ETH) 15,65 m                                                  | Soufiane Zakour (MAR) 15,13 m                                                             |
| Lancer du poids                   | Kyle Blignaut (RSA) 20,08 m                                                                | Patrick Duvenage (RSA) 18,31 m                                          | Zegye Moga (ETH) 17,02 m                                                                  |
| Lancer du disque                  | Patrick Duvenage (RSA) 59,46 m                                                             | Werner Visser (RSA) 58,70 m                                             | Mohamed Chachi (MAR) 50,61 m                                                              |
| Lancer du marteau                 | Carel Haasbroek (RSA) 68,91 m                                                              | Sid Ali Aboudi (ALG) 59,65 m                                            | Oualid Araba (MAR) 56,53 m                                                                |
| Lancer du javelot                 | Werner Dames (RSA) 72,75 m                                                                 | Hernu van Vuuren (RSA) 72,74 m                                          | Kereyu Gulala (ETH) 68,49 m                                                               |
| Décathlon                         | Tarek Rahmani (TUN) 5770 pts                                                               | Wassim Seksaf (ALG) 5709 pts                                            | Hakim Mekerri (ALG) 5129 pts                                                              |

### Femmes
| Épreuves                    | Or                                                                                   | Argent                                                                               | Bronze                             |                               |
| --------------------------- | ------------------------------------------------------------------------------------ | ------------------------------------------------------------------------------------ | ---------------------------------- | ----------------------------- |
| 100 mètres (Vent: +0,9 m/s) | Mgbemena Kelechi Cabri (ZIM) 12.08                                                   | Severine Moutia (MRI) 12.44                                                          | Abissie Kebede (ETH) 12.45         |                               |
| 200 mètres (Vent: +0,5 m/s) | Ola Buwaro (GAM) 24.60                                                               | Tsige Duguma (ETH) 24.71                                                             | Mgbemena Kelechi Cabri (ZIM) 24.71 |                               |
| 400 mètres                  | Frehiywot Wondie (ETH) 54.43                                                         | Mahilet Fikre (ETH) 55.45                                                            | Nomatter Kafudzaruma (ZIM) 56.88   |                               |
| 800 mètres                  | Tigist Ketema (ETH) 2:05.85                                                          | Josephine Chelangat (KEN) 2:06.48                                                    | Khadidja Benkacem (MAR) 2:08.26    |                               |
| 1 500 mètres                | Joyline Cherotich (KEN) 4:30.57                                                      | Fantu Worku (ETH) 4:30.76                                                            | Alemaz Samuel (ETH) 4:31.59        |                               |
| 3 000 mètres                | Joyline Cherotich (KEN) 9:27.11                                                      | Sandra Chebet (KEN) 9:27.59                                                          | Meselu Berhe (ETH) 9:28.10         |                               |
| 5 000 mètres                | Meskerem Mamo (ETH) 15:37.13                                                         | Sandra Chebet (KEN) 15:41.64                                                         | Kalkidan Fentie (ETH) 15:49.63     |                               |
| 100 mètres haies            | Taylon Bieldt (RSA) 13.82                                                            | Asmaa Baya Araibia (ALG) 13.98                                                       | Gebeyanesh Gadecha (ETH) 15.03     |                               |
| 400 mètres haies            | Sara El Hachimi (MAR) 60.62                                                          | Deme Abu (ETH) 61.18                                                                 | Chaima Ouanis (ALG) 63.16          |                               |
| 3 000 mètres steeple        | Mekides Abebe (ETH) 10:11.80                                                         | Maritu Ketema (ETH) 10:12.83                                                         | Seulement 2 athlètes engagées      | Seulement 2 athlètes engagées |
| 4 × 100 mètres              | Algérie Menana Djihene Benselka Asmaa Baya Araibia Abdelaziz Ait Chaima Ouanis 48.44 | Zimbabwe Alice Agostino Gabri Mgbemena Kudzai Violet Nyachiya Masciline Watama 51.19 | Seulement 2 équipes engagées       | Seulement 2 équipes engagées  |
| 4 × 400 mètres              | Éthiopie Mahilet Fikre Shimbira Niguse Zinash Hunde Frehiywot Wondie 3:48.19         | Éthiopie Marjoa Kahli Chaima Ouanis Manel Bendaska Faten Laribi 4:03.09              | Seulement 2 équipes engagées       | Seulement 2 équipes engagées  |
| 10 000 m marche             | Ayalnesh Dejene (ETH) 52:14.73                                                       | Yehualye Beletew (ETH) 52:15.14                                                      | Souhila Azzi (ALG) 53:49.98        |                               |
| Saut en hauteur             | Yvonne Robson (RSA) 1,74 m                                                           | Fatima Elalaoui (MAR) 1,68 m                                                         | Khadidja Manel Ameur (ALG) 1,65 m  |                               |
| Saut à la perche            | May Massika Mezioud (ALG) 2,80 m                                                     | Hassiba Kasmi (ALG) 2,60 m                                                           | Deux athlètes classées             | Deux athlètes classées        |
| Saut en longueur            | Asmaa Baya Araibia (ALG) 6,02 m                                                      | Zineb Ajalal (MAR) 5,68 m                                                            | Fatimata Zougrana (BUR) 5,41 m     |                               |
| Triple saut                 | Fatimata Zougrana (BUR) 12,55 m (w)                                                  | Ajuba Oumede (ETH) 11,94 m                                                           | Fatou Badji (SEN) 11,91 m          |                               |
| Lancer du poids             | Jana Steinman (RSA) 13,15 m                                                          | Yolandi Stander (RSA) 12,72 m                                                        | Ouidad Yesli (ALG) 11,68 m         |                               |
| Lancer du disque            | Yolandi Stander (RSA) 49,13 m                                                        | Katia Hammoumraoui (ALG) 38,17 m                                                     | Naila Dehamnia (ALG) 35,05 m       |                               |
| Lancer du marteau           | Samira Addi (MAR) 56,29 m                                                            | Juliane Claire (MRI) 45,55 m                                                         | Azza Diff (TUN) 43,94 m            |                               |
| Heptathlon                  | Jone Kruger (RSA) 4850 pts                                                           | Afaf Benhadja (ALG) 4552 pts                                                         | Souleyma Ghannay (TUN) 3718 pts    |                               |